# 브라질 풋살 국가대표팀
브라질 풋살 국가대표팀은 브라질을 대표하는 풋살 국가대표팀이다.

## 국제 대회 경력

### FIFA 풋살 월드컵
풋살 월드컵 본선에는 10번 참가했고 이 가운데 6번 우승을 차지하였다. 2016년 대회를 제외하고는 4강 이상의 성적을 냈다.

## 주요 경기 기록

### FIFA 풋살 월드컵
| 연도   | 결과   | 경기 | 승 | 무 | 패 | 득점 | 실점 |
| ------ | ------ | ---- | -- | -- | -- | ---- | ---- |
| 1989년 | 우승   | 8    | 5  | 1  | 2  | 33   | 17   |
| 1992년 | 우승   | 8    | 7  | 1  | 0  | 44   | 7    |
| 1996년 | 우승   | 8    | 7  | 1  | 0  | 55   | 16   |
| 2000년 | 준우승 | 8    | 7  | 0  | 1  | 78   | 14   |
| 2004년 | 3위    | 8    | 7  | 0  | 1  | 48   | 15   |
| 2008년 | 우승   | 9    | 8  | 1  | 0  | 64   | 8    |
| 2012년 | 우승   | 7    | 7  | 0  | 0  | 45   | 7    |
| 2016년 | 16강   | 4    | 3  | 1  | 0  | 33   | 9    |
| 2021년 | 3위    | 7    | 6  | 0  | 1  | 28   | 8    |
| 2024년 | 우승   | 7    | 7  | 0  | 0  | 40   | 6    |
| 합계   | 10/10  | 74   | 64 | 6  | 4  | 468  | 107  |

### 코파 아메리카 데 풋살
- 1992 – 우승
- 1995 – 우승
- 1996 – 우승
- 1997 – 우승
- 1998 – 우승
- 1999 – 우승
- 2000 – 우승
- 2003 – 준우승
- 2008 – 우승
- 2011 – 우승
- 2015 – 3위
- 2017 – 우승
- 2022 – 3위
- 2024 – 우승